# Torin Thatcher

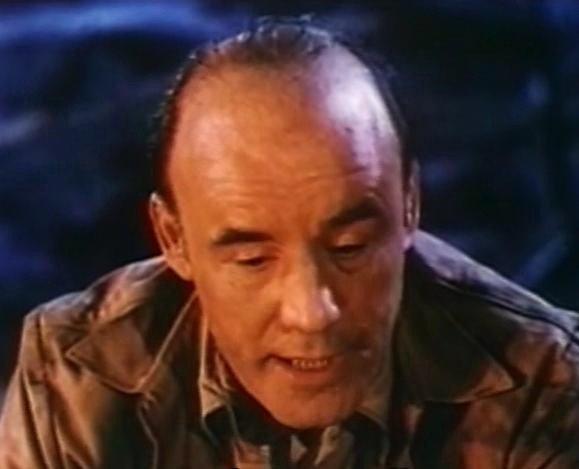
Thatcher en Las nieves del Kilimanjaro (1952)

Torin Thatcher (Bombay, 15 de enero de 1905-Thousand Oaks, California, 4 de marzo de 1981) fue un actor teatral, cinematográfico y televisivo de nacionalidad británica.

## Biografía
Su nombre completo era Torin Herbert Erskine Thatcher, y nació en Bombay, entonces parte de la India británica, en el seno de una familia inglesa. Estudió en el Reino Unido en la Bedford School y en la Real Academia de Arte Dramático. En un principio trabajó como profesor de escuela, antes de empezar a actuar en 1927 en los Teatros del West End y en el cine británico en 1934. En 1937 actuó en el Teatro Old Vic en una producción de Hamlet, en la cual Laurence Olivier hizo su primera actuación en el papel titular, y en la que Vivien Leigh encarnaba a Ophelia. 
Durante la Segunda Guerra Mundial sirvió en la Royal Artillery, licenciándose con el empleo de Teniente Coronel.
Thatcher actuó en varias películas británicas clásicas de las décadas de 1930 y 1940, entre ellas Major Barbara (1941) y The Great Expectations (1946), en la que fue Bentley Drummle. En los años 1950 se mudó a Hollywood, trabajando de manera constante y adoptando, de manera frecuente, personajes siniestros o de carácter fuerte en filmes populares como The Crimson Pirate (1952), Blackbeard the Pirate (1952), The Robe (1953), The Black Shield of Falworth (1954), Helen of Troy (1956), Darby's Rangers (1958) y Simbad y la princesa (The 7th Voyage of Sinbad, 1958). También actuó en la cinta de Marlon Brando y Trevor Howard de 1962 Mutiny on the Bounty.
Volvió a actuar en el teatro con frecuencia, principalmente en el circuito de Broadway, en producciones relevantes como Edward, mi hijo (1948), That Lady (1949) y Billy Budd (1951). En 1959 fue el Capitán Keller en la premiada The Miracle Worker, con Anne Bancroft y Patty Duke. Todas esas obras fueron adaptadas al cine, aunque Thatcher no actuó en los filmes.
Así mismo una importante figura televisiva, actuó en adaptaciones a la pequeña pantalla de obras como las de A.J. Cronin Beyond This Place (1957) y The Citadel (1960), o como la de Brenda Starr (1976). Hizo el papel del título en una adaptación producida por Philco Television Playhouse de Otelo, y actuó en la CBS con Beyond This Place (1957). Además, participó en diferentes shows, entre ellos The Real McCoys, Thriller, Gunsmoke, Perry Mason, Bonanza (1961) segunda temporada episodio 33, Viaje al fondo del mar, Daniel Boone , Misión: Imposible, Perdidos en el espacio , El túnel del tiempo , Superagente 86 y Star Trek: la serie original.
Torin Thatcher falleció a causa de un cáncer en 1981 en Thousand Oaks, California. Sus restos fueron incinerados, y sus cenizas entregadas a la familia.

## Teatro

### Londres (selección)
- 1927-1928 : Mucho ruido y pocas nueces (con Sybil Thorndike), El rey Lear, Romeo y Julieta, El mercader de Venecia, La fierecilla domada (con Sybil Thorndike), Enrique V (con John Laurie y Sybil Thorndike), Hamlet y Los dos nobles caballeros, todas de William Shakespeare ; The School for Scandal, de Richard Brinsley Sheridan (temporada; con Eric Portman en todas las piezas)
- 1928-1929 : Macbeth, Las alegres comadres de Windsor, Trabajos de amor perdidos, Enrique VIII, Enrique V (con Eric Portman y Sybil Thorndike), Hamlet, Noche de reyes y Como gustéis, de William Shakespeare ; The Vikings, de Henrik Ibsen, adaptación de William Archer ; Caste, de Thomas William Robertson ; Mary Magdalene, de Maurice Maeterlinck ; The Rivals, de Richard Brinsley Sheridan (temporada ; con John Laurie en todas las piezas, salvo The Rivals)
- 1930 : Michael and Mary, de Alan Alexander Milne, con Elizabeth Allan, Edna Best, Frank Lawton y Herbert Marshall
- 1936-1937 : Hamlet, de William Shakespeare, con Alec Guinness, Robert Newton, Laurence Olivier, Michael Redgrave y Francis L. Sullivan
- 1937-1938 : The Painted Smile, de W.P. Templeton, con John Abbott; The White Disease, de Karel Čapek, con Felix Aylmer, C.V. France y Oscar Homolka; Lot's Wife, de Peter Blackmore, con Nora Swinburne (temporada)
- 1945-1946 : 1066 - And All That, de Reginald Arkell, con Isabel Jeans, Cathleen Nesbitt, Ivor Novello, Basil Radford, Michael Redgrave, Flora Robson y Naunton Wayne

### Broadway (íntegro)
- 1948-1949 : Edward, My Son, de Noel Langley y Robert Morley, con Ian Hunter y Robert Morley
- 1949-1950 : That Lady, de Kate O'Brien, con Henry Daniell, Esther Minciotti, Henry Stephenson, Joseph Wiseman y Katharine Cornell
- 1951 : Billy Budd, de Louis O. Coxe y Robert Chapman, a partir de la novela de Herman Melville, con Dennis King y Lee Marvin
- 1958 : The Firstborn, de Christopher Fry, con Katharine Cornell, Mildred Natwick y Anthony Quayle
- 1959-1961 : The Miracle Worker de William Gibson, con Anne Bancroft y Patty Duke
- 1961-1962 : Write Me a Murder, de Frederick Knott, con Denholm Elliott y Kim Hunter
- 1963 : Hidden Stranger, de Maxwell Maltz

## Selección de su filmografía

### Cine
Periodo británico (1933-1949)
- 1933 : General John Regan, de Henry Edwards
- 1934 : Irish Hearts, de Brian Desmond Hurst
- 1936 : Well Done, Henry, de Wilfred Noy
- 1936 : Sabotage, de Alfred Hitchcock
- 1936 : Crime Over London, de Alfred Zeisler
- 1937 : Knight Without Armour, de Jacques Feyder
- 1937 : Young and Innocent, de Alfred Hitchcock
- 1938 : Climbing High, de Carol Reed
- 1939 : El espía negro, de Michael Powell
- 1939 : The Lion Has Wings, de Adrian Brunel y otros
- 1940 : Contraband, de Michael Powell
- 1940 : Let George Do It !, de Marcel Varnel
- 1941 : Major Barbara, de Gabriel Pascal
- 1942 : The Next of Kin, de Thorold Dickinson
- 1946 : I See a Dark Stranger, de Frank Launder
- 1946 : The Great Expectations, de David Lean
- 1947 : Jassy, de Bernard Knowles
- 1947 : When the Bough Breaks, de Lawrence Huntington
- 1948 : El ídolo caído, de Carol Reed

Periodo estadounidense (1950-1967)

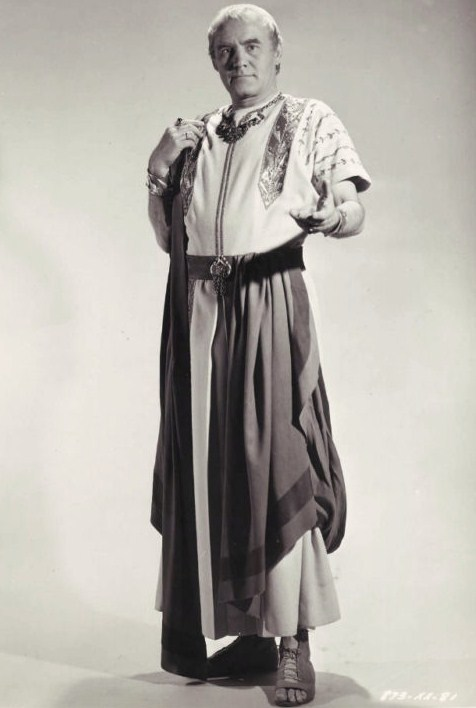
Thatcher en The Robe (1953)

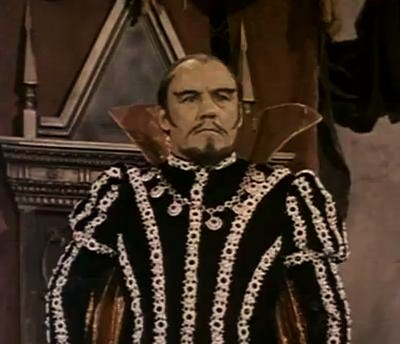
Thatcher en Jack the Giant Killer, 1962)

- 1950 : La rosa negra, de Henry Hathaway
- 1952 : Affair in Trinidad, de Vincent Sherman
- 1952 : The Crimson Pirate, de Robert Siodmak
- 1952 : Las nieves del Kilimanjaro, de Henry King
- 1952 : Blackbeard the Pirate, de Raoul Walsh
- 1953 : The Desert Rats, de Robert Wise
- 1953 : The Robe, de Henry Koster
- 1953 : Houdini, de George Marshall
- 1954 : Knock on Wood, de Melvin Frank y Norman Panama
- 1954 : Bengal Brigade, de László Benedek
- 1954 : The Black Shield of Falworth, de Rudolph Maté
- 1955 : Lady Godiva of Coventry, de Arthur Lubin
- 1955 : Love Is a Many-Splendored Thing, de Henry King
- 1956 : Diane, de David Miller
- 1956 : Helen of Troy, de Robert Wise
- 1957 : Istanbul, de Joseph Pevney
- 1957 : Testigo de cargo, de Billy Wilder
- 1957 : Band of Angels, de Raoul Walsh
- 1958 : Simbad y la princesa (The 7th Voyage of Sinbad), de Nathan Juran
- 1958 : Darby's Rangers, de William A. Wellman
- 1959 : The Miracle, de Irving Rapper y Gordon Douglas
- 1961 : The Canadians, de Burt Kennedy
- 1962 : Jack y el gigante asesino (Jack the Giant Killer), de Nathan Juran
- 1962 : Mutiny on the Bounty, de Lewis Milestone
- 1963 : Decision at Midnight, de Lewis Allen
- 1963 : Drums of Africa, de James B. Clark
- 1965 : The Sandpiper, de Vincente Minnelli
- 1966 : Hawaii, de George Roy Hill
- 1966 : Hell of Borneo, de George Montgomery
- 1967 : The Sweet and the Bitter, de James Clavell
- 1967 : The King's Pirate, de Don Weis

### Televisión
Series
- 1957-1959 : Alfred Hitchcock presenta
  - Temporada 2, episodio 32 The Hands of Mr. Ottermole (1957), de Robert Stevens
  - Temporada 4, episodio 21 Relative Value (1959), de Paul Almond
- 1959 : Gunn
  - Temporada 1, episodio 28 Pay Now, Kill Later, de Boris Sagal
- 1959 : Wagon Train
  - Temporada 2, episodio 32 The Steve Campden Story, de Christian Nyby
- 1961 : Bonanza
  - Temporada 2, episodio 33 Elizabeth, My Love, de Lewis Allen
- 1961 : Adventures in Paradise
  - Temporada 2, episodio 34 Beach Head, de Felix E. Feist
- 1961 : Follow the Sun
  - Episodio 1 A Rage for Justice
- 1961 : Perry Mason
  - Temporada 5, episodio 14 The Case of the Unwelcome Bride
- 1963 : Los Intocables
  - Temporada 4, episodio 25 The Giant Killer
- 1963 : Hazel
  - Temporada 2, episodio 28 Hazel Sounds Her 'A' , de William D. Russell
- 1964 : The Defenders
  - Temporada 3, episodio 26 May Day ! May Day !, de Stuart Rosenberg
- 1964 : The Alfred Hitchcock Hour
  - Temporada 2, episodio 29 Bed of Roses
- 1965 : Viaje al fondo del mar
  - Temporada 1, episodio 30 The Secret of the Loch, de Sobey Martin
- 1966 : Superagente 86
  - Temporada 1, episodio 20 All in the Mind, de Bruce Bilson
- 1966 : Perdidos en el espacio
  - Temporada 1, episodio 23 The Space Trader, de Nathan Juran
- 1966 : El túnel del tiempo
  - Episodio 6 The Crack of Doom, de William Hale
- 1967 : Star Trek: la serie original
  - Temporada 1, episodio 22 El retorno de los arcontes, de Joseph Pevney
- 1967 : Gunsmoke
  - Temporada 12, episodio 21 Fandango, de James Landis
- 1967-1969 : Daniel Boone
  - Temporada 3, episodio 27 Take the Southbound Stage (1967), de Gerd Oswald
  - Temporada 5, episodio 13 To Slay a Giant (1969), de Nathan Juran
- 1968-1969 : Misión: Imposible
  - Temporada 3, episodio 1 The Heir Apparent (1968), de Alexander Singer
  - Temporada 4, episodio 2 The Numbers Game (1969), de Reza Badiyi
- 1970 : Tierra de gigantes
  - Temporada 2, episodio 16 Nightmare, de Nathan Juran
- 1975 : Petrocelli
  - Temporada 1, episodio 21 Death in Small Doses

Telefilmes
- 1965 : The Holy Terror, de George Schaefer
- 1968 : The Strange Case of Dr. Jekyll and Mr. Hyde, de Charles Jarrott
- 1976 : Brenda Starr, de Mel Stuart